# História da ciência e tecnologia na República Popular da China

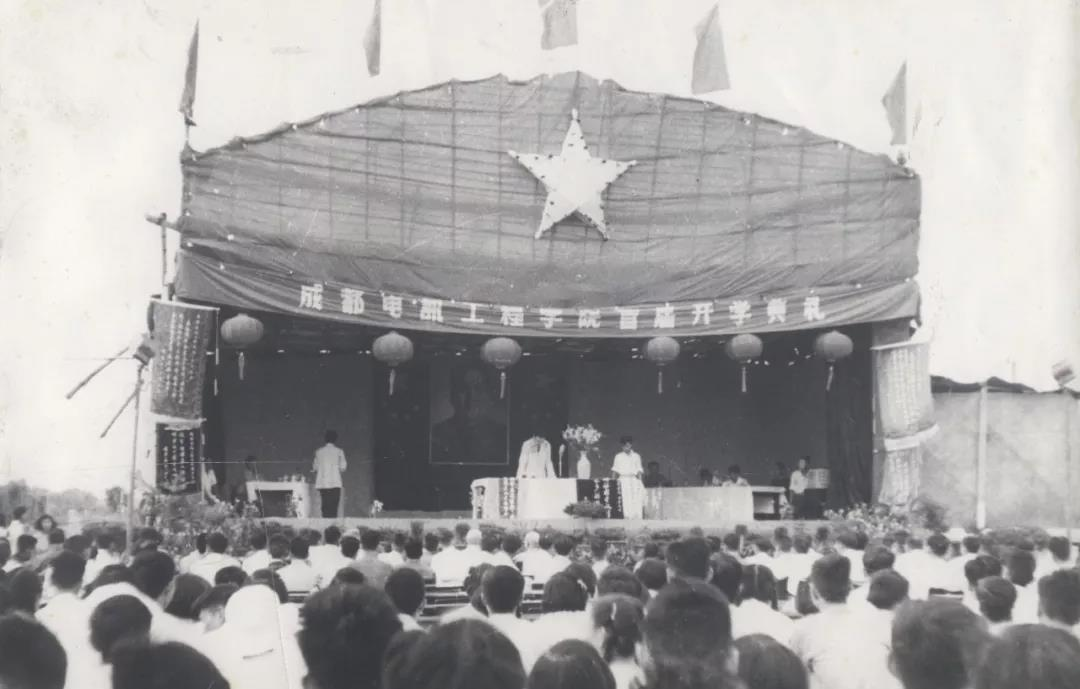
A primeira cerimônia de abertura da Universidade de Ciência e Tecnologia Eletrônica da China. (1956)

Por mais de um século, os líderes da China pediram um rápido desenvolvimento da ciência e da tecnologia, e a política científica tem desempenhado um papel maior na política nacional na China do que em muitos outros países. As realizações científicas e técnicas da China têm sido impressionantes em muitos campos. Embora tenha sido um país em desenvolvimento de renda relativamente baixa, a China conseguiu, por seus próprios esforços, desenvolver armas nucleares, capacidade de lançar e recuperar satélites, supercomputadores e arroz híbrido de alto rendimento, entre outros. Mas o desenvolvimento da ciência e da tecnologia tem sido desigual, e conquistas significativas em alguns campos são acompanhadas por níveis baixos em outros. Muito do trabalho ocidental inicial na história da ciência na China foi feito por Joseph Needham. No Japão, Kiyoshi Yabuuchi trabalhou neste campo.
A estrutura em evolução da ciência e tecnologia e as freqüentes inversões da política sob a República Popular combinaram-se para dar à ciência chinesa um caráter distinto. A variação na qualidade e realizações decorre em parte de uma população rural grande e mal educada e das oportunidades um tanto limitadas para o ensino médio e superior – condições comuns a todos os países em desenvolvimento. O caráter da ciência chinesa também refletiu a concentração de recursos em alguns campos e instituições-chave, alguns com aplicações militares. Em períodos politicamente mais radicais — como o Grande Salto Adiante (1958-60) e a Revolução Cultural (1966-76) — foram feitos esforços para expandir as fileiras de cientistas e técnicos reduzindo drasticamente os padrões de educação e certificação.

## Desenvolvimento histórico da política de ciência e tecnologia
Os líderes da China se envolveram na formulação da política científica mais do que os líderes da maioria dos países. A política científica também desempenhou um papel significativo nas lutas entre líderes rivais, que muitas vezes atuavam como patronos de diferentes setores do estabelecimento científico. Os líderes do partido, que não são cientificamente treinados, tradicionalmente levam a ciência e os cientistas muito a sério, vendo-os como chaves para o desenvolvimento econômico e a força nacional. Os esforços do governo para direcionar a ciência para promover a economia e gerar recompensas militares, no entanto, historicamente foram recebidos com repetidas frustrações. A frustração, por sua vez, contribuiu para frequentes reviravoltas na política e exacerbou a tensão inerente entre as elites científicas e políticas sobre os objetivos e o controle da ciência e tecnologia da nação.
Em qualquer sistema econômico é provável que haja tensões e divergências de interesse entre administradores e cientistas, mas na China tais tensões foram extremas e levaram a repetidos episódios de perseguição a cientistas e intelectuais. A ciência na China foi marcada por desenvolvimento desigual, grande variação na qualidade do trabalho, alto nível de envolvimento com a política e alto grau de descontinuidade política.
Na era pós-Mao Zedong, as políticas anti-intelectuais da Revolução Cultural foram revertidas, e líderes de topo como Deng Xiaoping encorajaram o desenvolvimento da ciência. Mas os líderes da China na década de 1980 permaneceram, como seus predecessores nos últimos 100 anos, interessados na ciência principalmente como meio de força nacional e crescimento econômico. O objetivo dos formuladores de políticas era a criação de um vigoroso estabelecimento científico e técnico que operasse no nível dos países desenvolvidos, contribuindo de maneira bastante direta para a agricultura, indústria e defesa. Desde o início da década de 1980, grandes esforços para reformar o sistema científico e técnico por meio de uma série de mudanças sistêmicas e institucionais foram iniciados para promover a aplicação do conhecimento científico à economia. Como nos últimos 100 anos, os formuladores de políticas e cientistas têm lidado com questões como a proporção de pesquisa básica em pesquisa aplicada, as prioridades de vários campos de pesquisa, os limites da liberdade profissional e acadêmica e os melhores mecanismos para promover a inovação industrial e assimilação generalizada de tecnologia atualizada.

## Modelo soviético
Após o estabelecimento da República Popular em 1949, a China reorganizou o seu estabelecimento de ciência ao longo das linhas soviéticas - um sistema que permaneceu em vigor até o final dos anos 1970, quando os líderes da China pediram grandes reformas. O modelo soviético caracterizava-se por um princípio de organização burocrático e não profissional, a separação entre pesquisa e produção, o estabelecimento de um conjunto de institutos de pesquisa especializados e uma alta prioridade em ciência e tecnologia aplicadas, que inclui tecnologia militar.
A visão do governo sobre o propósito do trabalho científico foi estabelecida no Programa Comum da Conferência Consultiva Política do Povo Chinês de setembro de 1949, que declarou: "Devem ser feitos esforços para desenvolver as ciências naturais para servir à construção da indústria, agricultura, e a defesa nacional ". Em 1º de novembro de 1949, a Academia Chinesa de Ciências foi fundada, fundando institutos de pesquisa sob a antiga Academia Sínica e a Academia de Pesquisa de Beijing (o antigo Laboratório de Pesquisa de Beijing).

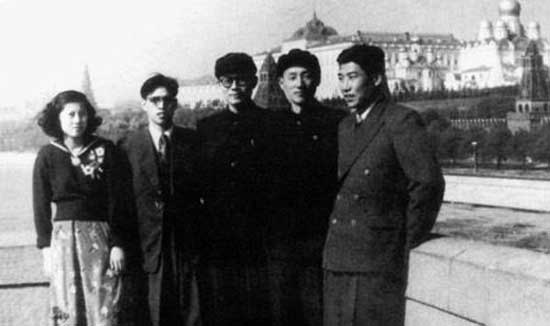
Jiang Zemin, ex-ministro do Ministério da Indústria Eletrônica, presidente da República Popular da China e presidente da Comissão Militar Central, visitando Moscou em 1956.

Em março de 1951, o governo orientou a academia a determinar as exigências do setor produtivo da economia e a ajustar a pesquisa científica para atender a esses requisitos. Os cientistas deviam se envolver em pesquisa com benefícios significativos e razoavelmente imediatos para a sociedade e trabalhar com membros de coletivos, em vez de indivíduos que buscavam fama e reconhecimento pessoal A Academia Chinesa de Ciências foi explicitamente modelada na Academia Soviética de Ciências, cujo diretor, Sergei I. Vavilov, foi consultado sobre a maneira correta de reorganizar a ciência chinesa. Seu livro Trinta Anos da Ciência Soviética foi traduzido para o chinês para servir de guia. A influência soviética também se realizou através de intercâmbios de pessoal em larga escala. Durante a década de 1950, a China enviou cerca de 38 mil pessoas à União Soviética para treinamento e estudo. A maioria destes (28.000) eram técnicos de indústrias-chave, mas a coorte total incluiu 7.500 estudantes e 2.500 professores universitários e cientistas de pós-graduação. A União Soviética enviou cerca de 11.000 funcionários de ajuda científica e técnica para a China. Estima-se que 850 deles funcionassem no setor de pesquisa científica, cerca de 1.000 em educação e saúde pública e o restante na indústria pesada. Em 1954, a China e a União Soviética estabeleceram a Comissão Conjunta de Cooperação em Ciência e Tecnologia, que se reunia anualmente até 1963 e organizou a cooperação em mais de 100 grandes projetos científicos, incluindo os da ciência nuclear.
Quando a Academia Chinesa de Ciências completou um esboço do plano de doze anos para o desenvolvimento científico em 1956, foi encaminhado à Academia Soviética de Ciências para revisão. Em outubro de 1957, uma delegação de alto nível de cientistas chineses acompanhou Mao Zedong a Moscou para negociar um acordo de cooperação soviética em 100 dos 582 projetos de pesquisa delineados no plano de doze anos. Como parte de seu primeiro plano quinquenal (1953-1957), a China recebeu a transferência de tecnologia mais abrangente da história industrial moderna. A União Soviética forneceu ajuda para 156 grandes projetos industriais concentrados em mineração, geração de energia e indústria pesada. Seguindo o modelo soviético de desenvolvimento econômico, estes eram projetos de larga escala e intensivos em capital. No final da década de 1950, a China havia feito progressos substanciais em campos como energia elétrica, produção de aço, produtos químicos básicos e industria de base, bem como na produção de equipamentos militares, como artilharia, tanques e aviões a jato. O objetivo do programa era aumentar a produção chinesa de commodities básicas, como carvão e aço, e ensinar os trabalhadores chineses a operarem fábricas soviéticas importadas ou duplicadas. Essas metas foram cumpridas e, como efeito colateral, foram adotados padrões soviéticos para materiais, práticas de engenharia e gerenciamento de fábrica. Em um movimento cujos custos totais não seriam aparentes por vinte e cinco anos, a indústria chinesa adotou a separação soviética da pesquisa da produção.
A adoção do modelo soviético significava que a organização da ciência chinesa se baseava em princípios burocráticos e não profissionais. Sob o modelo burocrático, a liderança nas mãos de não-cientistas, que atribuíram tarefas de pesquisa de acordo com um plano determinado centralmente. As principais recompensas foram aumentos salariais administrativamente controlados, bônus e prêmios. Cientistas individuais, vistos como trabalhadores qualificados e como funcionários de suas instituições, deveriam trabalhar como componentes de unidades coletivas. A informação era controlada, esperava-se que fluísse apenas através de canais autorizados e era frequentemente considerada proprietária ou secreta. As conquistas científicas eram consideradas como o resultado de fatores "externos", como a estrutura econômica e política geral da sociedade, o grande número de funcionários e níveis adequados de financiamento.

## Cientistas e os governantes

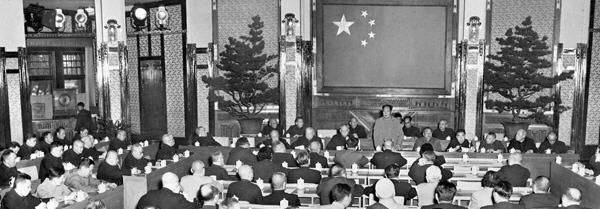
Em 2 de maio de 1956, Mao Zedong dirigiu-se ao Conselho Supremo de Estado. Nesta reunião, Mao Tsé-tung propôs "Que cem flores desabrochem e cem escolas de pensamento lutarem, isto é, que cem flores desabrochem em questões artísticas e cem escolas de pensamento contendam em questões acadêmicas. Acho que deveria ser nossa política."

As tensões entre os cientistas e os governantes comunistas da China existiram desde os primeiros dias da República Popular e atingiram seu auge durante a Revolução Cultural (1966-1976). No início da década de 1950, cientistas chineses, como outros intelectuais, foram submetidos a reeducação destinada a substituir as atitudes burguesas por pensamentos mais adequados à nova sociedade. Muitos atributos da organização profissional da ciência, tais como sua suposição de autonomia na escolha de temas de pesquisa, seu internacionalismo e sua orientação para grupos de pares profissionais em vez de autoridades administrativas, foram condenados como burgueses. Os cientistas que usaram o breve período de liberdade de expressão na Campanha das Cem Flores de 1956-57 - tiveram um excesso de tempo tirado do trabalho científico por reuniões políticas e comícios ou dos efeitos nocivos das tentativas de quadros partidários com pouca instrução para orientar trabalho - foram criticados por sua postura "antipartidária", rotulados como "direitistas", e às vezes dispensados de cargos administrativos ou acadêmicos.
O período do Grande Salto Adiante (1958-60) viu esforços para transferir cientistas para projetos imediatamente úteis, para envolver as massas não instruídas em trabalhos de pesquisa, como o melhoramento de plantas ou controle de pragas, e para expandir rapidamente as fileiras de pessoal científico e técnico, diminuindo assim os padrões profissionais. A depressão econômica e a fome que se seguiu ao Grande Salto Adiante e a necessidade de compensar a súbita retirada de conselheiros soviéticos e pessoal técnico em 1960 trouxeram uma ênfase renovada, mas de curta duração, em especialização e padrões profissionais do início dos anos 1960. O estabelecimento científico foi atacado durante a Revolução Cultural, causando grandes danos à ciência e tecnologia da China. A maioria das pesquisas científicas cessou. Todo o pessoal de institutos de pesquisas foram mandados ao interior por meses ou anos para aprender, trabalhando com os camponeses pobres e de classe média baixa, a virtude política. O trabalho nas unidades militares de pesquisa dedicadas a armas nucleares e mísseis presumivelmente continuou, embora o sigilo em torno da pesquisa sobre armas estratégicas dificultasse a avaliação do impacto da Revolução Cultural naquele setor.
As universidades foram fechadas de 1966 a 1970, quando reabriram para cursos de graduação com matrículas muito reduzidas e uma forte ênfase em treinamento político e trabalho manual. Os estudantes foram selecionados pela retidão política e não pelo talento acadêmico. Escolas primárias e secundárias foram fechadas em 1966 e 1967, e quando reabertas foram repetidamente interrompidas pela luta política. Todas as revistas científicas deixaram de ser publicadas em 1966, e as assinaturas de revistas estrangeiras caducaram ou foram canceladas. Durante quase uma década, a China não treinou novos cientistas ou engenheiros e ficou isolada de desenvolvimentos científicos estrangeiros.
O início da década de 1970 foi caracterizado pela experimentação em massa, na qual grandes números de camponeses foram mobilizados para coletar dados e encorajados a se verem como fazendo pesquisas científicas. Os efeitos da ênfase extrema em problemas de curto prazo e a depreciação da teoria foram observados por cientistas ocidentais que visitaram a China em meados e final dos anos 1970. Por exemplo, o trabalho em institutos de pesquisa afiliados à indústria petroquímica foi descrito como excessivamente caracterizado por tentativa e erro. A ênfase nas atividades, como na anestesia com acupuntura, teve benefícios práticos imediatos, e pouco esforço foi feito para integrar os fenômenos observados em estruturas teóricas maiores. Nas décadas de 1960 e 1970, Tu Youyou pesquisou a literatura antiga sobre fitoterapia em sua busca para desenvolver novas terapias contra a malária. A planta Artemisia annua revelou-se uma candidata interessante, e Tu desenvolveu um procedimento de purificação, que tornou o agente ativo, Artemisinina, um medicamento notavelmente eficaz contra a malária. A descoberta de Tu Youyou que lhe valeu o Prêmio Nobel de Medicina de 2015.

## Quatro modernizações
Os ataques da Revolução Cultural à ciência e sua depreciação da especialização foram opostos por aqueles dentro do governo e do partido que estavam mais preocupados com o desenvolvimento econômico do que com a pureza revolucionária. No início dos anos 1970, o Premier Zhou Enlai e seu colega Deng Xiaoping tentaram melhorar as condições de trabalho dos cientistas e promover a pesquisa. Na sessão de janeiro de 1975 do IV Congresso Nacional do Povo, Zhou Enlai definiu a meta da China para o resto do século como as Quatro Modernizações, isto é, a modernização da agricultura, indústria, ciência e tecnologia e defesa nacional.

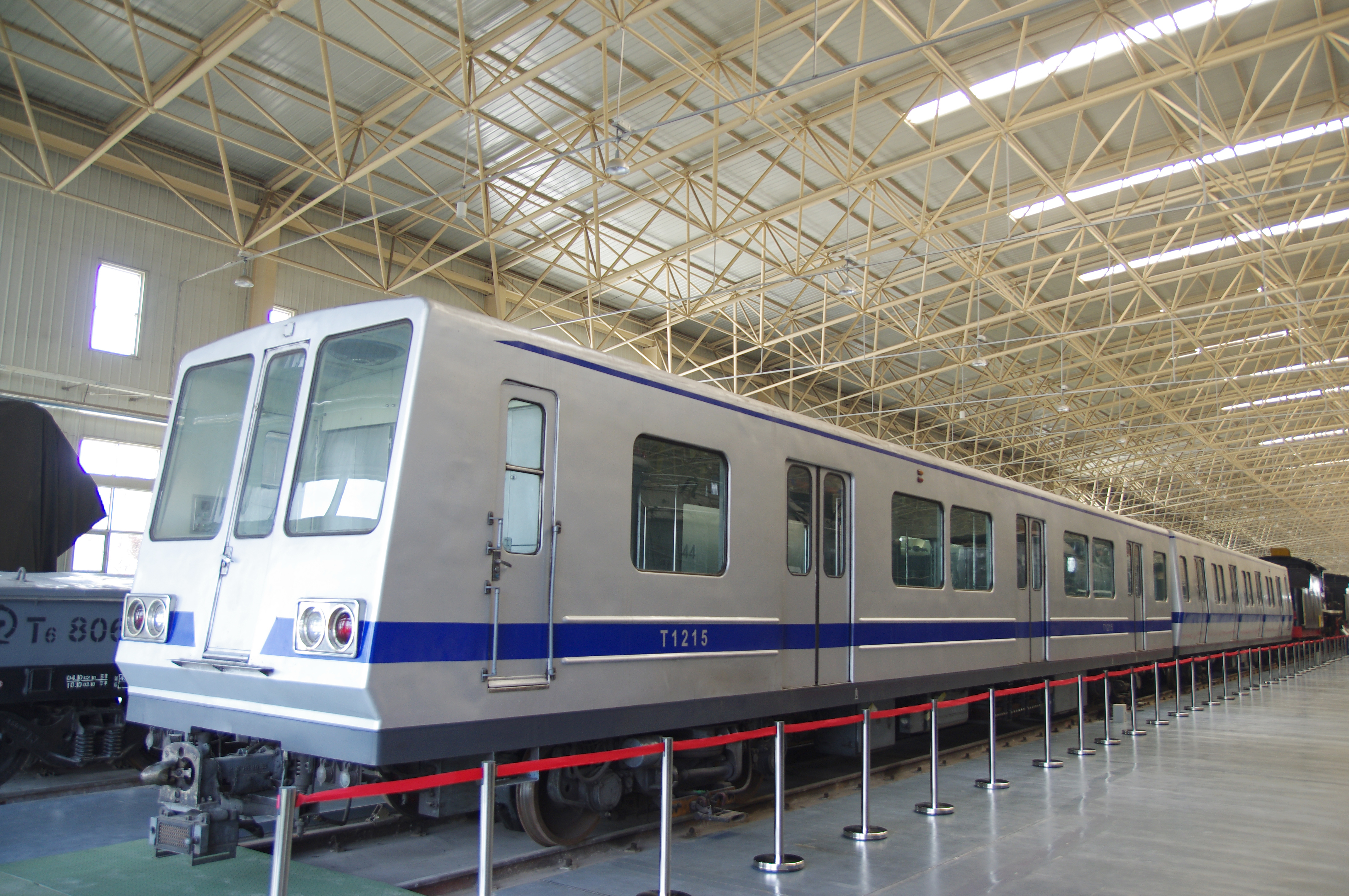
Durante o período do 8º Plano Quinquenal, o metrô de Pequim foi aberto ao tráfego. Este é o trem elétrico T1215 do metrô de Pequim coletado pelo Museu Ferroviário da China.

Embora as políticas propostas no discurso tivessem pouco efeito imediato, elas se tornariam o guia básico para o período pós-Mao. Em 1975, Deng Xiaoping, então vice-presidente do Partido Comunista Chinês, vice-premier do governo, e herdeiro político de Zhou Enlai, atuou como patrono e porta-voz dos cientistas chineses. Sob a direção de Deng, três importantes documentos de política - sobre ciência e tecnologia, indústria e comércio exterior - foram redigidos. Destinado a promover o crescimento econômico, eles pediram a reabilitação de cientistas e especialistas, a reimposição de rigorosos padrões acadêmicos na educação e a importação de tecnologia estrangeira. As propostas para reverter a maioria das políticas da Revolução Cultural em relação a cientistas e intelectuais foram denunciadas pelos ideólogos e seguidores da Gangue dos Quatro como "ervas daninhas venenosas". A ênfase de Deng na prioridade do desenvolvimento científico e técnico foi condenada pelos radicais como "indo para o caminho capitalista".
Algumas das consequências imediatas da morte de Mao e a subseqüente derrubada da Camarilha dos Quatro, em outubro de 1976, foram as inversões das políticas de ciência e educação. Durante 1977, os partidários mais contundentes da Camarilha dos Quatro foram removidos de posições de autoridade em institutos de pesquisa e universidades e substituídos por cientistas e intelectuais profissionalmente qualificados. Instituições acadêmicas e de pesquisa que haviam sido fechadas foram reabertas, e cientistas foram convocados de volta para seus laboratórios do trabalho manual no campo. As revistas científicas retomaram a publicação, muitas vezes com relatórios de pesquisas concluídas antes pararem no verão de 1966. Os meios de comunicação e os cientistas, como parte das "forças produtivas" da sociedade e como "trabalhadores", e não mais como potenciais contra-revolucionários ou burgueses especialistas, se separaram das massas. A publicidade considerável foi para a admissão ou readmissão de cientistas para a filiação partidária.
A Conferência Nacional de Ciência de março de 1978 em Pequim foi um marco na política científica. A conferência, convocada pelo Comitê Central, contou com a presença de muitos dos principais líderes da China, além de 6.000 cientistas e administradores de ciências. Seu objetivo principal era anunciar publicamente a política do governo e do partido de encorajamento e apoio da ciência e tecnologia. Um discurso importante do então vice-primeiro-ministro Deng Xiaoping reiterou o conceito de ciência como uma força produtiva e os cientistas como trabalhadores, uma formulação ideológica destinada a remover os fundamentos da vitimização política dos cientistas.
Naquele discurso na Conferência Nacional de Ciências, em março de 1978, Deng Xiaoping declarou:

" O ponto crucial das Quatro Modernizações é o domínio da ciência e tecnologia modernas. Sem o desenvolvimento de alta velocidade da ciência e da tecnologia, é impossível desenvolver a economia nacional em alta velocidade. (1978)"
Discursos do então primeiro-ministro Hua Guofeng e do vice-primeiro-ministro Fang Yi, a principal figura do governo envolvida em ciência e tecnologia, pediram que os cientistas recebam a liberdade para a realização de pesquisas, desde que o trabalho esteja de acordo com as grandes prioridades nacionais. A pesquisa básica deveria ser apoiada, embora o estresse continuasse a ser aplicado ao trabalho aplicado, e os cientistas da China teriam amplo acesso ao conhecimento estrangeiro através de intercâmbios científicos e técnicos internacionais amplamente expandidos.
Por volta de 1978, foram feitos progressos substanciais no sentido de restaurar o estabelecimento da ciência e da tecnologia ao seu estado pré-Revolução Cultural. Líderes com especial responsabilidade pela ciência e tecnologia juntaram-se aos cientistas seniores reabilitados recentemente para olharem em frente e elaborarem planos abrangentes e muito ambiciosos para um maior desenvolvimento. O projecto do Plano de Oito Anos para o Desenvolvimento da Ciência e Tecnologia, discutido na Conferência Nacional de Ciência de 1978, apelou a um aumento rápido do número de investigadores, para alcançar os níveis internacionais em meados dos anos 80, e para o trabalho substancial em campos como ciência de laser, vôo espacial tripulado e física de alta energia. Os planos para um rápido avanço em muitas áreas científicas estavam associados aos mesmos pedidos ambiciosos de crescimento econômico e à importação em larga escala de fábricas completas. Em 1979, tornou-se cada vez mais claro que a China não poderia pagar por todas as importações ou projetos científicos desejados por todos os ministérios, autoridades regionais e institutos de pesquisa. 
No final da década de 1980, os objetivos da China de modernização e rápido crescimento econômico dependiam da introdução em larga escala de tecnologia estrangeira. A tarefa era importar tecnologia para reformar e modernizar vários milhares de fábricas, minas e usinas elétricas cujos níveis de produtividade e eficiência energética estavam muito abaixo dos padrões internacionais vigentes. Em fevereiro de 1981, um relatório da Comissão Estadual de Ciência e Tecnologia reverteu o excessivamente ambicioso plano de desenvolvimento científico de oito anos de 1978 e exigiu uma ênfase renovada na aplicação da ciência a problemas práticos e ao treinamento de mais cientistas e engenheiros.
Entre 1981 e 1985, vários novos periódicos discutiram o sistema científico da China e sugeriram melhorias, enquanto os administradores nacionais e locais patrocinaram uma ampla gama de reformas experimentais e reorganizações de órgãos de pesquisa. A extensa discussão e experimentação culminaram em uma decisão de março de 1985 do comitê central do partido pedindo uma reforma completa do sistema científico chinês.

## Crescimento econômico e transferência de tecnologia (1990 a 2002)
A China enfrentou problemas na assimilação de tecnologia nas fábricas que a importaram e na decisão de quais tecnologias estrangeiras importar. Estava ficando claro para os planejadores chineses e fornecedores estrangeiros de tecnologia que esses problemas refletiam deficiências gerais nas habilidades técnicas e administrativas, e que eram problemas econômicos e administrativos gerais. A solução para esses problemas foi vista pelos administradores chineses como estando em reformas da economia e da gestão industrial.

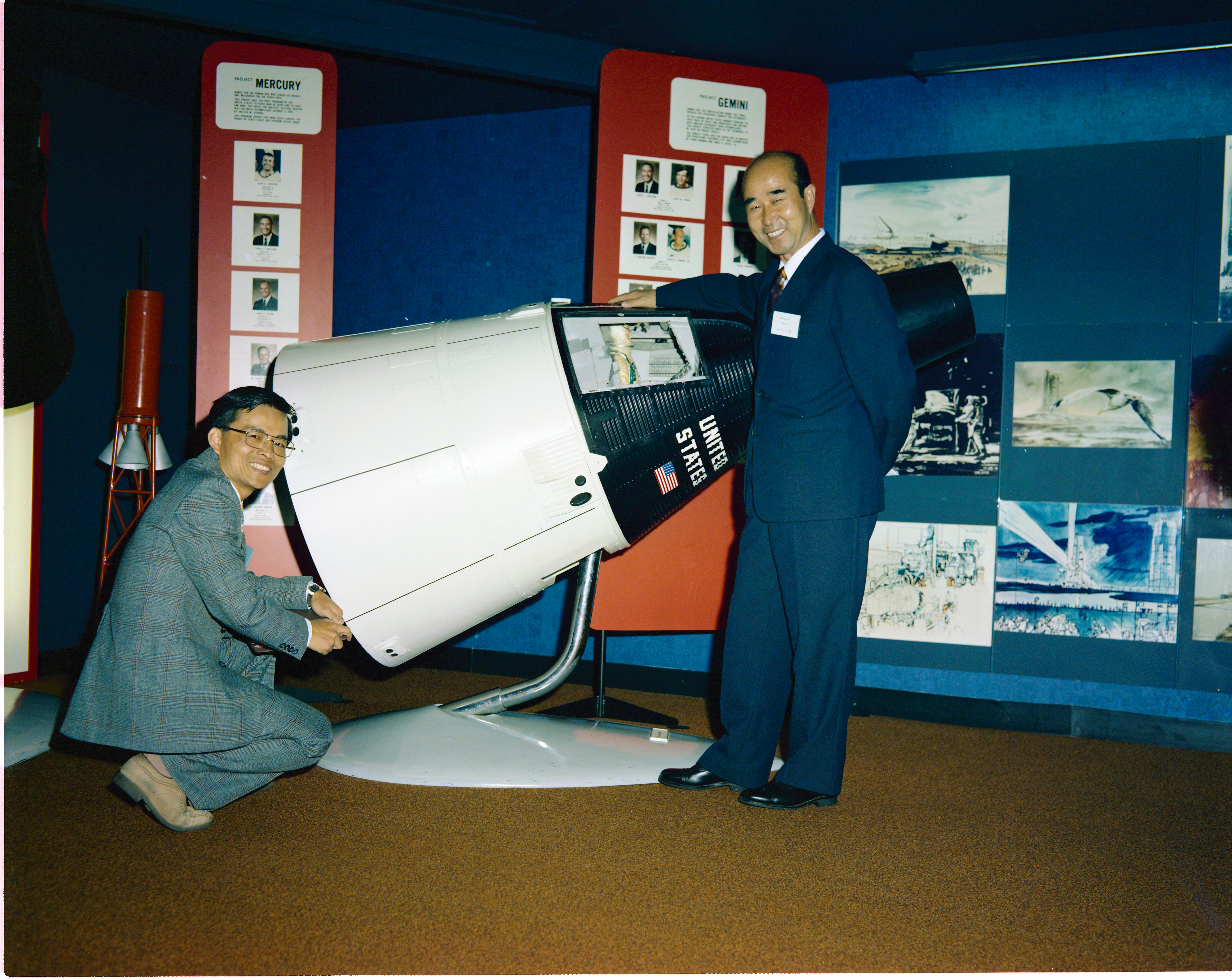
Delegação chinesa na NASA (1980)

No início dos anos 80, as empresas estrangeiras começaram a transferir tecnologia por meio de acordos de licenciamento e vendas de equipamentos. Mais tarde, na década de 1980, muitas corporações multinacionais começaram a transferir tecnologia entrando em joint ventures com empresas chinesas para se expandir na China. Nos anos 90, a China introduziu regulamentações cada vez mais sofisticadas de investimento estrangeiro, através das quais o acesso ao mercado chinês era negociado para transferência de tecnologia. A entrada da China na Organização Mundial do Comércio em 2001 exigiu essa parada prática, mas os críticos argumentam que ela continua. Os críticos chineses argumentaram que a transferência de tecnologia pode ser útil para recuperar o atraso, mas não cria novas tecnologias de ponta.
A China tem encorajado cada vez mais empresas multinacionais a criar centros de pesquisa e desenvolvimento (P&D) na China. Críticos chineses argumentam que a P&D de propriedade estrangeira beneficia principalmente empresas estrangeiras e remove muitos talentosos pesquisadores chineses de empresas e instituições indígenas. Os defensores chineses argumentam que a P&D estrangeira serve como modelo e incentivo para as empresas indígenas e cria comunidades capacitadas, das quais o trabalho e o conhecimento podem fluir facilmente para as empresas nativas.
De acordo com os estatutos dos membros da Academia Chinesa de Ciências (chinês tradicional: 中国科学院院士), adotada em 1992, os membros têm a obrigação de promover a ciência e a tecnologia, defender e manter o espírito científico, desenvolver uma força de trabalho científica e tecnológica, participar de reuniões de membros e receber tarefas de consulta e avaliação e promover intercâmbios internacionais e cooperação. O governo chinês reconhece que os acadêmicos podem dar sugestões e influenciar a política estatal chinesa relacionada à ciência e tecnologia. As propostas da Academia Chinesa de Ciências resultaram no lançamento de vários programas científicos nacionais importantes, incluindo o “Programa 863”, que impulsionou o desenvolvimento geral de alta tecnologia da China, e o “Programa 973” (chinês: 973计划), ou Programa Nacional de Pesquisa Básica, em 1997, chamado para o desenvolvimento da ciência e tecnologia em vários campos. Ao longo dos anos, o programa destinou recursos para áreas como agricultura, saúde, informação, energia, meio ambiente, recursos, população e materiais.
Nos anos 90, o investimento estrangeiro direto (IDE), em grande parte, reformulou a base industrial da China e modernizou sua tecnologia industrial. A China assinou vários acordos biletares. China e Coreia, em 1998, assinaram as oficinas acadêmicas bilaterais e visitas de estudo financiadas conjuntamente por ambas as partes. A reunião conjunta examinou 12 projetos a serem financiados por ambas as partes em 1999 e discutiu assuntos relevantes em workshops bilaterais a serem financiados por ambas as partes no ano. Entre 1991 e 2002, uma quantidade muito limitada de gastos com tecnologia foi usada para obter uma licença de tecnologia, enquanto 95% foram em hardware. As grandes e médias empresas gastaram mais em importação de tecnologia do que em P&D até 1999. Em 2001, a China se tornou o país com o maior número de assinantes de telefonia móvel, com 145 milhões de usuários, e suas 179 milhões de linhas fixas foram as segundas mais altas, ao lado dos Estados Unidos.
Nesse período, o campo das ciências biológicas também obteve grande avanço. Em 20 de julho de 1999, um acadêmico da Academia Chinesa de Ciências, foi conferido com 'Cocmos International Prize', por trabalhos nas áreas de taxonomia vegetal, floricultura e recursos vegetais, que contribuíram muito para a pesquisa botânica internacional. Isso atraiu grande atenção da comunidade botânica mundial. Pescadores no condado de Dongshan, província de Fujian, conseguiram um grande número de fósseis de mamíferos com rede de pesca no mar perto de Dongshan, no Estreito de Taiwan. Os paleozoologistas vertebrados verificaram que esses fósseis são mamíferos, como elefantes afiados, veados, rinocerontes, ursos e cavalos. Além disso, acharam fósseis de animais aquáticos, como baleias e caranguejos que vivem na última era glacial (há 15.000 a 30.000 anos).

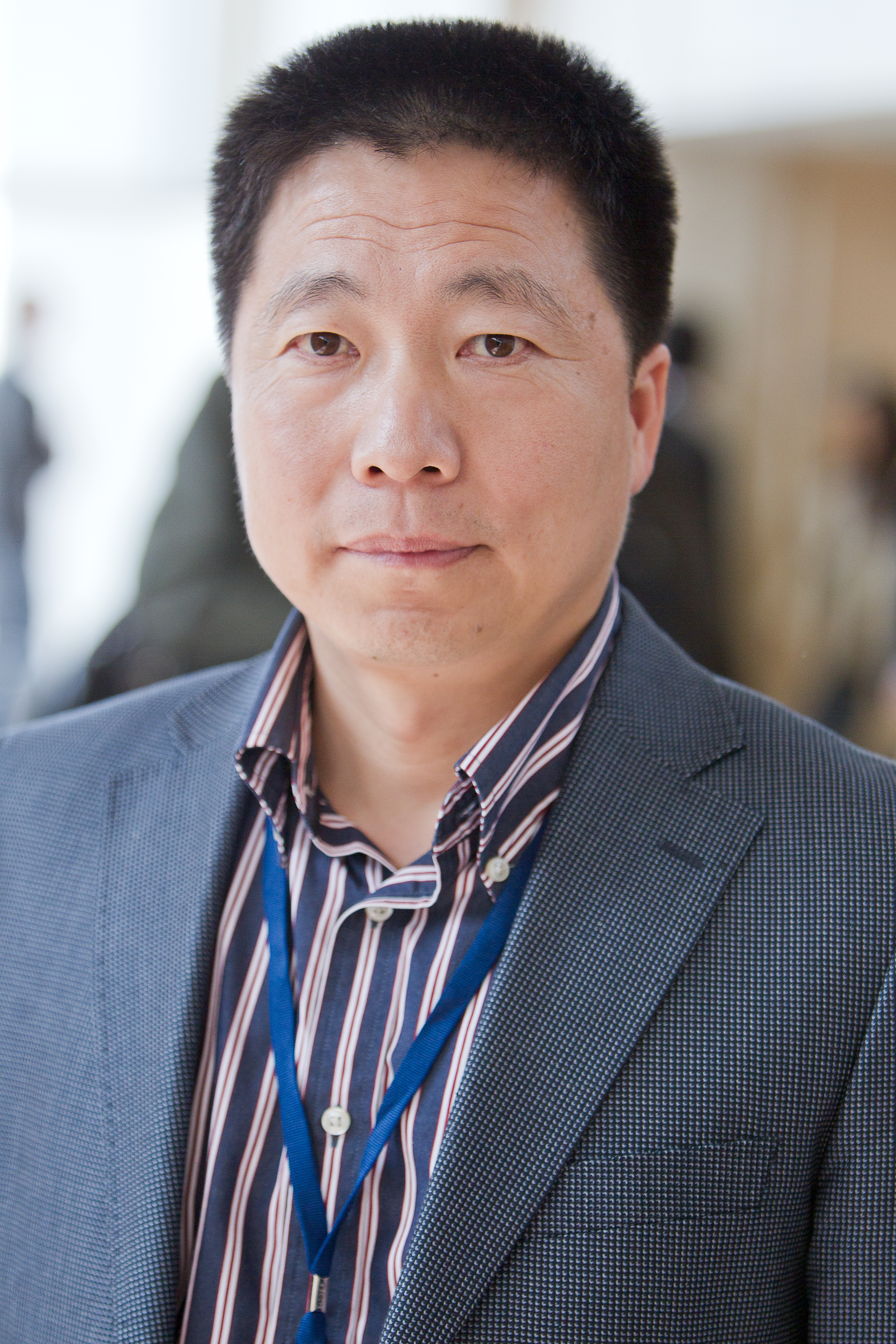
Yang Liwei, primeiro taikonauta (República Popular da China nacional no espaço)

Algumas das empresas mais intensivas em tecnologia levaram a questão da P&D do “Programa 863” a sério ao estabelecerem ou reforçarem seus institutos de P&D. Por exemplo, a Huawei, empresa fundada em 1988, foi obrigada, em seu contrato, a dedicar 10% de sua receita de vendas a P&D e a aumentar as despesas, se necessário. Em 1999, quarenta por cento dos funcionários da empresa estavam envolvidos em P&D, e a empresa também estava envolvida em pesquisa exploratória. Em 2002, a Huawei obteve uma receita de vendas de 17,2 bilhões de iuãs, dos quais 3 bilhões de iuãs (ou 17,8%) foram gastos em P&D. A empresa, em 2004, possuía 686 tecnologias patenteadas, com 85% sendo patentes de invenção, e sua rede de inteligência ganhou o Prêmio de Progresso Científico e Tecnológico da China em 2002.
A primeira tentativa da China de desenvolver de forma independente sua indústria astronáutica pode ser datada da fundação da República Popular da China em 1949. A década de 1950 presenciou o início da moderna indústria astronômica na China, mas não foi até a década de 1960 que houve progresso substancial. Um grande avanço na tecnologia astronômica da China ocorreu em 1966. Enquanto fazia planos para desenvolver sua primeira espaçonave tripulada, Shuguang, a China conseguiu lançar mísseis guiados capazes de transportar armas nucleares em 27 de outubro. Esse desenvolvimento marcou um ponto de virada na pesquisa de satélites da China. veículos de lançamento. Um mês depois, a China começou a desenvolver seu primeiro foguete transportador, o Longa Marcha 1, e o satélite artificial Dong Fang Hong 1. Em 1968, o Instituto de Pesquisa de Tecnologia Espacial da China foi estabelecido, trazendo a pesquisa astronômica da China do estágio de exploração e preparação para o de desenvolvimento e aplicação planejados. Ao mesmo tempo, os primeiros 19 taikonautas da China foram selecionados entre mais de 1000 pilotos de caça. No entanto, apesar dos preparativos técnicos e experimentos em curso, o projeto de voo espacial tripulado de Shuguang foi encerrado devido ao ambiente social e político trazido pela Revolução Cultural.
Com o sucesso do lançamento do satélite Dong Fang Hong 1 em 24 de abril de 1970, a China se tornou o quinto país do mundo capaz de desenvolver e lançar satélites depois da União Soviética, Estados Unidos, França e Japão e se tornou membro do clube espacial internacional. O primeiro foguete intercontinental da China "Longa Marcha 1" foi lançado com sucesso em 10 de setembro de 1971. A China desenvolveu seu veículo de transporte espacial de segunda geração - a série de foguetes Longa Marcha 2. As séries Longa Marcha 2 foram atualizadas várias vezes para melhorar sua confiabilidade e capacidade. Todas as espaçonaves Shenzhou no programa de vôos espaciais tripulados da China foram lançadas pelos foguetes Longa Marcha 2. Além disso, os testes bem-sucedidos de um satélite recuperável em Longa Marcha, em 1975, lançaram as bases para o desenvolvimento do programa de vôos espaciais tripulados da China. Os anos 80 foram um período de rápido crescimento para a tecnologia espacial chinesa. O lançamento bem-sucedido do Longa Marcha 3 foi sem dúvida um grande evento, que também colocou o país na vanguarda da tecnologia de foguetes transportadores em todo o mundo. Em meados dos anos 80, a China conseguiu lançar satélites de comunicação, anunciando uma nova era de telecomunicações por satélite. Como resultado, a faixa de sinais de TV foi ampliada de 30% para 80% da população do país. Mais de 500 cidades em todo o país agora podiam desfrutar de serviços telefônicos de discagem automática de longa distância. Mas não são apenas as telecomunicações que se beneficiam da tecnologia de satélites. Em 1988, o satélite meteorológico experimental Fengyun 1 foi colocado no espaço. Graças às imagens em nuvem de alta qualidade adquiridas pelo satélite, as previsões meteorológicas vieram a desempenhar um papel no desenvolvimento da economia da China.
A partir de 1985, o desenvolvimento das séries seguintes de foguetes Longa Marcha permitiu ao país iniciar um programa de lançamentos comerciais ao espaço. Uma nova política do governo deu o sinal verde e produziu fundos para o Projeto 921, em 1992, que se destinava novamente a enviar naves tripuladas ao espaço. O Programa Shenzhou teve quatro primeiros voos de teste feitos em naves não-tripuladas, entre 1999 e 2002, alguns deles levando cobaias animais e vegetais à órbita terrestre, até a bem sucedida missão Shenzhou 5, que em 15 de outubro de 2003 colocou em órbita o taikonauta Yang Liwei por 21 horas, tornando a China a terceira nação a levar um homem ao espaço. Desde 2003, quando o país lançou seu primeiro astronauta, o programa espacial de bilhões de dólares administrado pelos militares chineses tem cumprido o cronograma de atingir os marcos estabelecidos para si mesmo

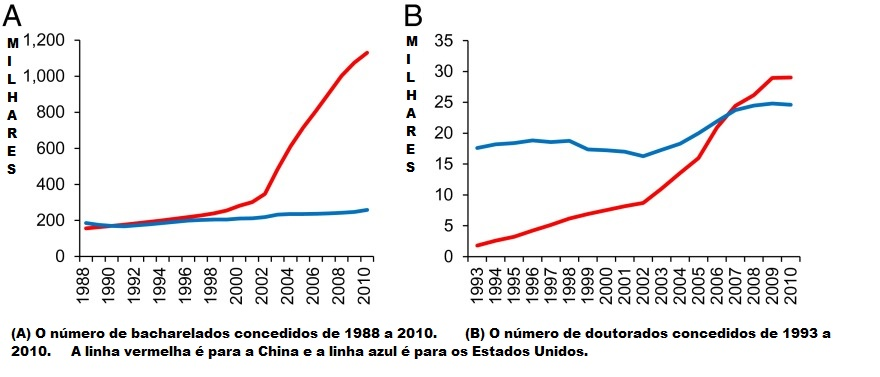
Grafico do número de bacharelados e doutorados concedidos na China

Durante este período, o campo da matemática viu um aumento do número de matemáticos profissionais mundialmente famosos que levou a um grande número de descobertas, pesquisa e educação matemática. Por exemplo, Yitang Zhang trabalhando na área de teoria dos números, desencadeou uma onda de atividade no campo, como o projeto Polymath8. Terence Tao, o mais jovem participante até hoje na Olimpíada Internacional de Matemática, primeiro competindo aos dez anos; em 1986 (bronze), 1987 (prata) e 1988, quando ganhou medalha de ouro. Em 2006, recebeu a Medalha Fields por suas contribuições para equações diferenciais parciais, análise combinatória, análise harmônica e teoria aditiva dos números. A China tem as maiores pontuações de equipe e venceu a OIM com uma equipe completa o maior número de vezes. Outras tecnologias civis, como a supercondutividade e o arroz híbrido de alto rendimento, levaram a novos desenvolvimentos devido à aplicação da ciência à indústria e à transferência de tecnologia estrangeira.

## História recente

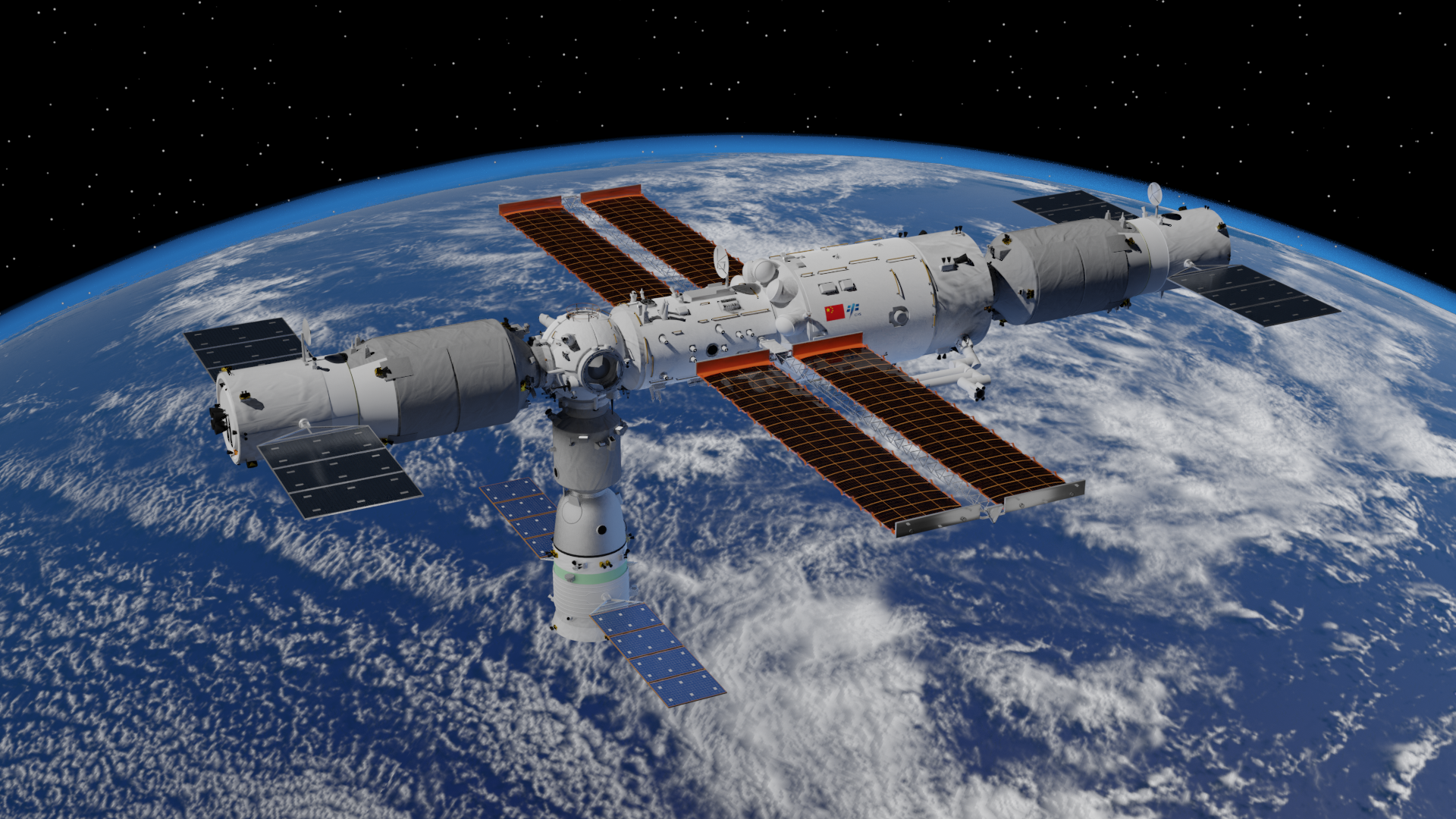
Estação Espacial Tiangong entre outubro de 2021 e março de 2022, com o módulo central Tianhe no meio, espaçonave de carga Tianzhou-2 à esquerda, espaçonave de carga Tianzhou-3 à direita e espaçonave tripulada Shenzhou-13 no nadir.

Atualmente, os cientistas chineses têm pelo menos uma chance tão boa de causar um impacto global na ciência dentro da própria China. Vem sendo comum os pesquisadores de pós-doutorado chineses obterem experiência em um laboratório líder no ocidente e depois voltarem para casa, onde o governo chinês os ajudará a montar um laboratório que eclipsará seus concorrentes ocidentais. Muitos foram atraídos pelo Plano Milhares de Talentos, no qual cientistas com menos de 55 anos (cidadãos chineses ou não) têm posições de tempo integral em universidades e institutos de prestígio, com salários e recursos maiores do que o normal. O número de artigos publicados por cientistas chineses quadruplicou entre 2000 e 2009, quando 125 mil artigos foram publicados de acordo com a Thompson Reuters. Em contraste, o Japão teve 78.500 trabalhos publicados em 2009. Segundo um relatório da Royal Society Science Academy, a China subiu do sexto para o segundo lugar na autoria mundial de artigos de pesquisa científica entre os períodos 1993-2003 e 2004-08. Em janeiro de 2018, a fundação nacional de ciência dos Estados Unidos informou que o número de publicações científicas da China em 2016 superou em número as dos EUA pela primeira vez: 426.000 contra 409.000. Os dados de publicação e citação da China foram comparados com os dados correspondentes para as outras três nações do BRIC (Brasil, Rússia e Índia) e mostrou que a China domina as nações do BRIC em termos de publicações e citações.